# Gand-Wevelgem 1952
 (novembre 2021).
La 14e édition de Gand-Wevelgem a eu lieu le 3 avril 1952. La course est remportée par le Belge Raymond Impanis (équipe Garin-Wolber) qui parcourt les 240 kilomètres en 6 h 27 min 0 s.
177 coureurs ont pris le départ et 41 ont terminé la course.

## Classement final
| Place | Coureur              | Équipe             | Temps           |
| ----- | -------------------- | ------------------ | --------------- |
| 1     | Raymond Impanis      | Garin-Wolber       | 6 h 27 min 00 s |
| 2     | Maurice Blomme       | Bertin             | m.t.            |
| 3     | Alois De Hertog      | Alcyon-Dunlop      | m.t.            |
| 4     | André Rosseel        | Terrot-Wolber      | à 1 min 38 s    |
| 5     | Jacques Marinelli    | Vanoli             | m.t.            |
| 6     | Roger De Corte       | Groene Leeuw       | à 4 min 05 s    |
| 7     | Alois Van Steenkiste | Mercier-Hutchinson | m.t.            |
| 8     | Gilbert Vermote      | Groene Leeuw       | m.t.            |
| 9     | Arthur Mommerency    | Devos Sport        | à 5 min 23 s    |
| 10    | Lode Wouters         | Alcyon-Dunlop      | m.t.            |

## Sources et liens externes
- Site officiel
- Gand-Wevelgem 1952 sur bikeraceinfo.com
- Gand-Wevelgem 1952 sur Procyclingstats.com